# ماريان سكوت
ماريان سكوت هي أمينة مكتبة كندية، ولدت في 4 ديسمبر 1928 في تورونتو في كندا.